# Anne Robert Jacques Turgot
Anne-Robert-Jacques Turgot, Baron de Laune, ofte benævnt bare Turgot (født 10. maj 1727, død 18. marts 1781) var en fransk økonom og statsmand. Han er kendt som en af hovedmændene bag den franske fysiokratisme.
Turgot blev født i Paris som yngste søn af Michel-Étienne Turgot, "Provost over købmændene" i Paris, og Madeleine Francoise Martineau de Brétignolles af en gammel normannisk slægt. Han blev uddannet til præst på Sorbonne, hvor han blev optaget i 1749 og blev kaldt abbé de Brucourt). Det første tegn på hans interesse for økonomi ses i et brev fra samme år om pengesedler, stilet til en anden studerende abbé de Cicé, der afviser abbed Jean-Baptiste Terrassons forsvar for John Laws økomiske system. 
Turgots bedst kendte værk Réflexions sur la formation et la distribution des richesses ("Refleksioner over skabelsen og distributionen af rigdom") er skrevet i den tidlige del af hans intendur omkring 1766. Det kom 1769-1770 i Duponts tidsskrift, Ephémérides du citoyen, og blev udgivet som selvstændigt værk i 1776. 
Turgot blev flådeminister i juli 1774 efter anbefaling af Maurepas, Ludvig 14. af Frankrigs mentor. Hans udnævnelse blev mødt med velvilje og blev især hyldet af de franske oplysningsfilosoffer. En måned senere (24. august) blev han udnævnt til øverste tilsynførende over finanserne.
Turgot begyndte straks at arbejde på at oprette fri kornhandel, men hans forordning af 13. september 1774 blev mødt med stor modstand selv i "conseil du roi" (kongens råd). Bemærkelsesværdig var forordningens indledning som opregnede teorien bag. Den vandt filosoffernes beundring. Efter sigende skulle Turgot have skrevet den om tre gange, for at gøre den "så letforståelig at enhver landsbydommer kunne forklare den til bønderne." 
Turgots fysiokratisme blev stadig mødt med voksende modstand fra mange sider, både ved hoffet og i den brede befolkning. Så hans afsked var kun et spørgsmål om tid. Han ønskede selv at blive i sit embede længe nok til at at han kunne fuldende sine reformer af den kongelige husholdning. Men selv dette fik han ikke nok tid til, den 12. maj 1776 blev han beordret til at indsende sin afskedsbegæring. Han rejste til La Roche-Guyon, hertuginde d'Envilles gods. Kort efter rejste han til Paris, hvor han boede resten af sit liv, optaget af videnskabelige og litterære sysler. Han blev vicepræsident for det Franske Selskab for de skønne kunster 1777.